# Poicephalus rueppellii
Poicephalus rueppellii là một loài chim trong họ Psittacidae.